# ティミー・スミス
ティミー・スミス（Timothy LaRay Smith 1964年1月21日- ）はニューメキシコ州ホブス出身の元アメリカンフットボール選手。NFLのワシントン・レッドスキンズ、ダラス・カウボーイズでプレーした。ポジションはランニングバック。

## 経歴
テキサス工科大学から1987年のNFLドラフト5巡目で指名されてレッドスキンズに入団した。レギュラーシーズン中はわずか126ヤードしか走らなかったがプレーオフ2試合で138ヤードを走り、第22回スーパーボウルではジョージ・ロジャースに代わり先発RBに起用された。そしてホグスと呼ばれた強力なオフェンスラインマンの助けも得てこれまでのスーパーボウル記録であった第18回スーパーボウルでマーカス・アレンが作った191ヤードを上回る204ヤードを走り2タッチダウンをあげて42-10でデンバー・ブロンコスを破るチームの勝利に貢献した。翌年の1988年には470ヤードに留まり平均3.0ヤードしか獲得できなかった。1989年にはサンディエゴ・チャージャーズに移籍したがプレーすることなく、1990年にカウボーイズで1試合プレーした後、カットされ現役を引退した。1994年にはCFLのボルチモア・スタリオンズでプレーしようとしたがひざの故障により断念している。
1992年からデンバーに居住していたが2005年にコカインを密売していた容疑で逮捕された。2006年3月彼は容疑を認め、同年5月に禁固2年半の判決を受けた。2008年3月に刑務所から釈放された。
2009年デンバー国際空港で働いていたが氷の上で転倒し背中、ひざ、首を痛めた。